# Vaccensäure
Vaccensäure ist eine natürlich vorkommende chemische Verbindung aus der Gruppe der ungesättigten Fettsäuren. Der Name ist abgeleitet vom lateinischen Wort vacca („Kuh“). Sie existiert in zwei isomeren Formen, die sich durch die Anordnung der Substituenten an der Doppelbindung unterscheiden. Die trans-Vaccensäure findet sich in der Natur in Fetten von Wiederkäuern, in Fischöl, Blutplasma sowie bei Mikroorganismen wie Lactobacillus-Arten und Escherichia coli.

## trans-Vaccensäure
Die trans- oder (E)-Vaccensäure gehört zu den trans-Fettsäuren. Sie entsteht durch Hydrierung von mehrfach ungesättigten Fettsäuren wie der α-Linolensäure im Pansen von Wiederkäuern.

trans-Vaccensäure entsteht durch Hydrierung der alpha-Linolensäure im Pansen der Kuh

trans-Vaccensäure ist in geringen Mengen in Fetten von Wiederkäuern enthalten, beispielsweise zu 2,3 % in Butter.

## cis-Vaccensäure

cis-Vaccensäure

Die cis- oder (Z)-Vaccensäure, die Asclepinsäure, schmilzt deutlich niedriger und besitzt hämolytische Wirkung. Sie kommt außer in Blutplasma auch in verschiedenen tierischen Geweben, in natürlichen Fetten und Fischöl vor. Auch bei vielen Bakterien kommt sie in den Lipiden der Zellmembran vor, beispielsweise bei Lactobacillus plantarum (früher als Lactobacillus arabinosus bezeichnet) zu 31 % und bei Lactobacillus casei zu 16 %. Bei E. coli macht Vaccensäure den Großteil der vorhandenen ungesättigten Säuren aus. Auch bei Agrobacterium tumefaciens überwiegt cis-Vaccensäure als Fettsäure in den Lipiden, ihr Anteil liegt bei 68 %. Bei vielen Bakterien ist cis-Vaccensäure in der Biosynthese der Fettsäuren die Vorstufe der Lactobacillsäure.
 Sie kommt auch in den Samenfetten vieler Pflanzen natürlich vor z. B. in der Guaraná (Paullinia cupana) zu etwa 30 % sowie im Ginkgo (Ginkgo biloba) und im Fruchtfleisch der Kaki (Diospyros kaki) bis zu etwa 30 % oder in dem der Grapefruit (Citrus paradisi) und auch der Orange (Citrus sinensis) zu ca. 15–20 %.

## Nachweis
Der Nachweis und die Gehaltsbestimmung von Vaccensäure wird in der Regel durch Gaschromatographie des Methylesters durchgeführt; ergänzend kann eine Trennung der ungesättigten Isomere mit Silbernitrat-Dünnschichtchromatographie erfolgen.